# NEHEM
De NEHEM (Nederlandse Herstructureringsmaatschappij) was een in 1972 door de Nederlandse overheid in het kader van het industriebeleid opgericht orgaan dat ten doel had om de Nederlandse industrie te herstructureren en te saneren. 

## Aanleiding
In de discussies over het opzetten van de NEHEM gold de Engelse Industrial Reconstruction Corporation (IRC) als voorbeeld, die werd opgericht als tegenwicht tegen opkomende internationale nieuwe machtsposities van conglomeraten en de groeiende invloed van bijvoorbeeld Japanse industriële ondernemingen. De IRC had als taak om ondernemingen middels participaties te reorganiseren en onder meer door fusies en overnames om te vormen tot sterke bedrijven, die de internationale concurrentie aan konden.
Onder meer ten gevolge van de verschuivende internationale concurrentieverhoudingen waren veel Nederlandse bedrijven en industrietakken, die tijdens de wederopbouwperiode vaak vooral afgestemd waren op de binnenlandse markt, niet toegerust om de internationale concurrentieslag aan te gaan. Een belangrijke factor was naast de concurrentie van import uit lageloonlanden (in de jaren 50 kwamen gastarbeiders bijvoorbeeld nog uit landen als Italië en Spanje) vaak ook het meer innovatieve optreden van die opkomende industrieën. Dit leidde niet alleen tot het samengaan van bedrijven in grotere verbanden, maar ook tot het sluiten van tal van bedrijven en zelfs tot het verdwijnen van gehele industrietakken.

## Jaren 70 en 80
De NEHEM ging van start als een onafhankelijke stichting, waarin de bestuurssamenstelling onder voorzitterschap van Piet Steenkamp een afspiegeling vormde van het bedrijfsleven: Ministerie van Economische Zaken, Ministerie van Sociale Zaken, VNO, NCW, FNV, NKV, CNV, Unie BLHP, Nationale Investeringsbank en Katholieke Hogeschool Tilburg. Er was bewust gekozen voor een onafhankelijke positie met Cees van de Griendt als directeur met zijn reputatie als ondernemer bij Heineken en R.S. Stokvis en een vestigingsplaats buiten Den Haag, waarbij een snelle start mogelijk was in het Provinciehuis in Den Bosch.
Bij de start was er nog geen beleid met betrekking tot werkwijze en instrumentarium. Dit werd geacht al doende te worden ontwikkeld door de kleine uit het bedrijfsleven afkomstige staf. 
Een eerste werkpakket bestond uit al uitgevoerde sector structuuronderzoeken, waarvan de conclusies en aanbevelingen nog op follow-up lagen te wachten. Op die manier werden de eerste projecten opgepakt in de ijzergieterijen, de confectie-industrie, de schoenindustrie, de leerlooierijen (die bovendien met de gevolgen van het aangescherpte milieubeleid voor de afvalwaterzuivering kampten) en de natwasserijen.
Het ontbreken van een duidelijk beleidskader bij de start en de actieve rol, die de toenmalige Directeur Generaal Industrie van EZ Molkenboer voor zichzelf opeiste bij de problemen en de herstructurering van bijvoorbeeld de scheepsbouwsector (RSV) en de golf van steunaanvragen van in problemen rakende bedrijven gaf al snel aanleiding tot jarenlang slepende kwesties rond de gewenste eigen middelen en de vestigingsplaats met een verlammende uitwerking tot gevolg.
In de eigen middelen discussie werd onder meer als testcase voorgesteld om een tegenbod uit te brengen op het (uit oogpunt van vastgoedwaarde) veel te lage bod van British Shoe Corporation op de Hoogenbosch-keten om deze in te kunnen zetten bij de herstructurering van de schoenindustrie. Dat werd geblokkeerd door EZ en de NIB, terwijl kort daarna door minister Lubbers bij een bezoek aan de problematische werkgelegenheidssituatie in de noordelijke provincies wel plotsklaps toezeggingen werden gedaan om de NOM op te richten met eigen middelen. De serie daaropvolgende Regionale Ontwikkelings Maatschappijen (LIOF, OOM, BOM, GOM) vertoonde overigens een steeds lagere bijdrage van EZ. Als instrumentarium voor de structuurverbeteringsprojecten van NEHEM moest worden gewerkt met de mogelijkheid van 2/3 subsidie van EZ voor het uitvoeren van sectorstructuuronderzoeken en in principe 10% (40% in bijzondere uitzonderingssituaties) subsidie voor de uitvoeringsmaatregelen (o.a. vastgelegd in zgn. Kaderregelingen), welke projecten werden begeleid door een Sectorstructuurcommissie.
Deze ontwikkeling was aanleiding voor een vacuüm na het vertrek van een teleurgestelde Van de Griendt en de doorzeurende kwesties rond de vestigingsplaats en de eigen middelen.
Een nieuw hoofdstuk begon met de aanstelling van Rein Wijkstra met zowel een ondernemers- als vakbewegingsachtergrond (Concordia Levensverzekeringen, De Arbeiderspers en FNV), die met veel idealisme en een visie op tripartite herstructurering aan zijn taak begon. Inmiddels had EZ voor de behandeling van de golf aan bedrijven, die op het laatste moment om steun aanklopten het Bureau Bijzondere Bedrijfsproblemen (BBB) opgericht. De toezegging werd gedaan om BBB samen te voegen met de NEHEM. In het moeizaam verlopende project van de stuwadoors vanwege de overcapaciteit in de Rotterdamse en Amsterdamse havens werd het principe van tripartite herstructurering door FNV op de spits gedreven door dreigen met opstappen uit de sector structuurcommissie om hun eisen kracht bij te zetten. Dat resulteerde in hun terugtrekken uit het project en de NEHEM zelf. Niettemin werd de Havenpool van de Stichting Samenwerkende Havenbedrijven (SHB) opgericht. Dit arbeidspoolconcept is later door het verzelfstandigde Nehem International met succes geïntroduceerd bij de herstructurering van de Egyptische staatsbedrijven in de textielindustrie en bij de modernisering van de arbeidsbureaus in Wit-Rusland. 
Na het mislukken van het concept van tripartite herstructurering en het niet nakomen door EZ van de toegezegde samenvoeging van BBB met NEHEM verliet ook Wijkstra de NEHEM en ging verder bij het Verbond van Verzekeraars, waarna de 2e directeur Lagerwey nog enige tijd aanbleef.
Geleidelijk kwam na het tot rust komen van de kwesties rond eigen middelen en de vestigingsplaats onder leiding van Bob Beek een kentering in het type projecten van de NEHEM. Nadat aanvankelijk de nadruk lag op overcapaciteitsproblemen en sanering in industriële sectoren (met de typering ziekenhuis voor zieke bedrijfstakken tot gevolg) verschoof het accent ook naar handels- en dienstensectoren en naar meer positieve ontwikkelingsgerichte sector- of clusterprojecten met thema's als marktontwikkeling, export, automatisering, milieubeleid, personeelsbeleid en MKB-beleid, kwaliteitsmanagement. Zo speelde de NEHEM bijvoorbeeld een belangrijke rol bij de introductie van TQM in Nederland, wat uiteindelijk leidde tot verzelfstandiging van dat project in de Stichting Nederlandse Kwaliteit met haar INK-model.

## Privatisering in 1989
In 1989 werd in het kader van de privatisering van (semi)overheidsinstellingen als PTT, NS, RND, TNO, KEMA, EIM en IMK besloten om ook de Nehem te privatiseren als Nehem Consulting Group bv. Na een onderzoek door McKinsey werd Mike Spanraft aangetrokken als nieuwe directeur voor de beoogde turnaround met een door EZ beschikbaar gesteld budget voor de eerste jaren voor "productontwikkeling". De aanvankelijke staf met een commerciële consultancy-instelling was geleidelijk aan uitgebreid met een meer ambtelijk ingesteld type mensen passend bij veel overleg met ministeries, rapporten schrijven en subsidieverstrekking. In de rumoerige jaren van deze privatisering met de nieuwe directie, na verliezen achtereenvolgens opgevolgd door twee interim-directeuren en een topzware bestuurslaag van een Stichtingsbestuur en Raad van Bestuur was de toenmalige staf niet in staat om tot een succesvolle commerciële bedrijfsvoering te komen. 
In de tweede helft van de jaren 80 werd ook de basis gelegd voor internationale consultancy:
- Na het aandacht trekkende Handelshuizenproject om MKB-bedrijven voor export in contact te brengen met de Nederlandse internationale handelshuizen - als eerste voor DGIS de pilotaanpak in Indonesië om samenwerking tussen Nederlandse en Indonesische bedrijven in de agro-foodcluster te stimuleren.
- En na de val van de Berlijnse Muur in november 1989 ook een actieve rol in de op gang komende Nederlandse en Europese hulp programma's voor omschakeling naar een markteconomie in Midden- en Oost-Europa met zelfs tijdelijke aanwezigheid in Hongarije met de Hungarian Development Foundation (HUDEFO) en Nehem Kft in Budapest tot gevolg.

Na het zoveelste beleidsplan voor de toekomst werd in 1997 op aandrang van de toenmalige vier adviesgroepen Agro, TQM, Kennis-management en Internationaal echter de knoop doorgehakt om Nehem Consulting Group bv op te heffen en deze groepen te verzelfstandigen. Een andere spin-off was de verzelfstandigde Stichting Agro Keten Kennis (AKK), die zich concentreerde op ketenmanagement.

## Opheffing en doorstart 1 januari 1998
Uiteindelijk ontstonden uit deze vier adviesgroepen de private organisatieadviesbureaus Nehem TQM bv/ later Nehem Consultants bv, Nehem Kennis Management bv en Nehem International bv, terwijl de Agro-groep zich aansloot bij Rijnconsult.
Wat in 1972 begon als een experimenteel vehikel voor het initiëren en begeleiden van herstructurering in het Nederlandse industriebeleid, is dus uiteindelijk geland in private commerciële organisaties, die zich bezighouden met consultancyactiviteiten.